# 托希爾·尤爾多什
托希爾·尤爾多什（1967年10月2日—2009年10月1日），原名托希爾·阿卜杜亞洛維奇·尤爾達謝夫，烏茲別克伊斯蘭運動奠基人之一。據美國國防情報局稱，他是美軍在阿富汗的“森蚺行動”中反對美軍的關鍵領導人。聯合國也認為烏茲別克伊斯蘭運動是一個伊斯蘭恐怖組織。
烏茲別克伊斯蘭運動另一創始人朱瑪·卡西莫夫在2001年於阿富汗的一次空襲中喪生後，尤爾多什接管隃組織日常運作。
據英國廣播公司報導，尤爾達謝夫得知蓋達組織計劃在襲擊發生之前，通知塔利班外交部長瓦基爾·艾哈邁德·穆塔瓦基，後者已派使節在2001年9月11日之前警告美國“基地”組織的襲擊計劃。因為尤爾達謝夫擔心基地組織對美國的襲擊將引起美國的反擊，這將危及他的團體在阿富汗享有的安全港。
據報導，尤爾達謝夫在2009年8月27日的一次無人機空襲中重傷，失去了一條腿和手臂，被送往巴基斯坦俾路支省一間私人醫院，於10月1日死亡，但至翌年8月16日才正式宣佈死訊。